# ستيف موريسون
ستيف موريسون (بالإنجليزية: Steve Morison)‏ (29 أغسطس 1983 الإمبراطورية الرومانية - ) هو لاعب كرة قدم بريطاني، يلعب كمهاجم.

## وصلات خارجية
ستيف موريسون على موقع الاتحاد الأوربي (الإنجليزية)
- ستيف موريسون على موقع قاعدة بيانات كرة القدم.إي يو (الإنجليزية)
- ستيف موريسون على موقع ناشيونال فوتبول تيمز (الإنجليزية)
- ستيف موريسون على موقع Soccerbase.com (لاعب) (الإنجليزية)
- ستيف موريسون على موقع Soccerbase.com (مدرب) (الإنجليزية)
- ستيف موريسون على موقع Soccerway.com (الإنجليزية)
- ستيف موريسون على موقع عالم كرة القدم.نت (الإنجليزية)
- ستيف موريسون على موقع AS.com (الإسبانية)